# Arthur von Gerlach
Arthur Eduard Emil von Gerlach (* 19. Februar 1876 in Berlin; † 4. August 1925 ebenda) war ein deutscher Film- und Theaterregisseur.

## Leben
Der Sohn des Kaufmanns Dietrich von Gerlach und seiner Ehefrau Mathilde, geb. Perschk, besuchte das Katharineum zu Lübeck und begann danach als Regisseur am Schauspielhaus in Leipzig. 1906 ging er nach Bromberg, um dort als Theaterdirektor tätig zu sein. Von 1911 bis 1919 war er Intendant in Elberfeld. Während des Ersten Weltkrieges inszenierte er auf Bestreben des Auswärtigen Amtes mehrere Aufführungen im neutralen Holland. Er schuf Shakespeare- und Strindberg-Inszenierungen, ebenso für Opern Mozarts und Wagners. 1919 wurde er künstlerischer Leiter der Projektions-AG Union (PAGU) in Berlin, 1922 Regisseur der UFA.
Gerlach, der den Filmexpressionisten nahestand, konnte bis zu seinem Tod nur zwei Filmprojekte verwirklichen. Beide waren eher künstlerisch ambitioniert als auf den Massengeschmack ausgerichtet, hatten aber dennoch beim zeitgenössischen Durchschnittspublikum nachhaltigen Erfolg.
Arthur von Gerlach starb 1925 in seiner Wohnung in Berlin-Charlottenburg.

## Filmografie
- 1922: Vanina
- 1925: Zur Chronik von Grieshuus